# 甘楽町
甘楽町（かんらまち）は、群馬県の西南部、甘楽郡に属する町。

## 概要
群馬県の西南部を流れる鏑川南岸の町。中心地区の小幡は、もと小幡藩の城下町で、国指定名勝の楽山園、名水百選の雄川堰がある。昭和中期ごろまで養蚕が盛んであったが、昭和後期から平成にかけて野菜・果樹の生産量が増加し、キウイフルーツの特産地となっている。また城下町小幡さくら祭り「武者行列」も有名である。1932（昭和7）年12月には、全国に先駆けて甘楽町立福島小学校（当時は福島尋常高等小学校）が、医師の齋藤寿雄がてがけた児童の栄養改善事業をとりいれた「栄養給食」を開始している。
2010年（平成22年）3月30日、城下町小幡を重点区域とする「甘楽町歴史的風致維持向上計画」が国から認定され、全国16番目の地域における歴史的風致の維持及び向上に関する法律（歴史まちづくり法）に基づく認定都市となった。

## 歴史

### 沿革
- 1889年（明治22年）4月1日 - 町村制施行により北甘楽郡に小幡村・秋畑村・福島町・新屋村が成立。
- 1925年（大正15年）5月10日 - 小幡村が町制施行し、小幡町となる。
- 1950年（昭和25年）4月1日 - 北甘楽郡が甘楽郡へ名称変更。
- 1955年（昭和30年）3月16日 - 小幡町・秋畑村が合併し、小幡町となる。
- 1959年（昭和34年）2月1日 - 小幡町・福島町の東南部（西北部は富岡市に合併）・新屋村が合併し、甘楽町となる。

### 平成の大合併
平成の大合併と呼ばれ、全国規模で市町村合併が盛んに行われていた時期には、甘楽町も近隣にある富岡市、妙義町との1市2町合併を検討していたが、2004年に行った住民投票の結果、合併反対が多数を占めたため、当時の町長であった黒沢常五郎が民意を尊重するという方針をとり、議会もこれを承認した。このため、甘楽町は合併の枠組みからはずれ、自立の路を選択した。
2008年、近隣市町村では、富岡甘楽地域合併研究会（富岡市、下仁田町、南牧村による合併に関する研究会）が設置され、甘楽町にも参加を呼びかける予定となっているが、自立の路を選択してから間もないため、これに参加するかは不明である。

## 人口
| |                                        |  |
| 甘楽町と全国の年齢別人口分布（2005年） | 甘楽町の年齢・男女別人口分布（2005年） |  |
| ■紫色 ― 甘楽町 ■緑色 ― 日本全国 | ■青色 ― 男性 ■赤色 ― 女性              |  |
| 甘楽町（に相当する地域）の人口の推移 \| 1970年（昭和45年） \| 13,615人 \| \| \| 1975年（昭和50年） \| 13,762人 \| \| \| 1980年（昭和55年） \| 13,937人 \| \| \| 1985年（昭和60年） \| 14,055人 \| \| \| 1990年（平成2年） \| 14,343人 \| \| \| 1995年（平成7年） \| 14,481人 \| \| \| 2000年（平成12年） \| 14,660人 \| \| \| 2005年（平成17年） \| 14,313人 \| \| \| 2010年（平成22年） \| 13,618人 \| \| \| 2015年（平成27年） \| 13,200人 \| \| \| 2020年（令和2年） \| 12,491人 \| \| |                                        |  |
| 総務省統計局 国勢調査より |                                        |  |
| 1970年（昭和45年） | 13,615人                               |  |
| 1975年（昭和50年） | 13,762人                               |  |
| 1980年（昭和55年） | 13,937人                               |  |
| 1985年（昭和60年） | 14,055人                               |  |
| 1990年（平成2年） | 14,343人                               |  |
| 1995年（平成7年） | 14,481人                               |  |
| 2000年（平成12年） | 14,660人                               |  |
| 2005年（平成17年） | 14,313人                               |  |
| 2010年（平成22年） | 13,618人                               |  |
| 2015年（平成27年） | 13,200人                               |  |
| 2020年（令和2年） | 12,491人                               |  |

## 立法

### 県議会
- 選挙区：甘楽郡選挙区
- 定数：1名
- 任期：2023年（令和5年）4月30日 - 2027年（令和9年）4月29日[5]

| 議員名 | 会派名     | 備考 |
| ------ | ---------- | ---- |
| 牛木義 | 自由民主党 |      |

### 衆議院
- 任期 ： 2024年（令和6年）10月27日 - 2028年（令和10年）10月26日（「第50回衆議院議員総選挙」参照）

| 選挙区 | 議員名   | 党派名     | 当選回数 | 備考   |
| --- | -------- | ---------- | -------- | ------ |
| 群馬県第5区（甘楽町、渋川市、富岡市、安中市、高崎市〈旧群馬町・箕郷町・榛名町・倉渕村域〉、北群馬郡、甘楽郡、吾妻郡） | 小渕優子 | 自由民主党 | 9        | 選挙区 |

## 姉妹都市・提携都市

### 日本国外
- チェルタルド市（イタリア共和国 トスカーナ州フィレンツェ県）[6]
  - 1983年10月20日 友好親善姉妹都市協定書調印[7][8][9]

1983年4月、群馬県主催の「ふるさと巡回サロン」が甘楽町で開催された際、招かれたイタリア人作家カルラ・ヴァシオ (it:Carla Vasio) が姉妹都市提携を提案した。中学生や青年を相互に派遣しての研修などが行われている。
その他の交流都市
- ハルビン市（中華人民共和国黒竜江省）[11]

正式の友好都市協定は結ばれていないが、ハルビンとの間には1989年に甘楽町から視察団が訪問して以来の交流がある。行政研修生や技能研修生の受け入れ、相互の中学生の派遣研修などが行われている。

### 日本国内
- 北区（東京都）[14][15]
  - 1986年（昭和61年）4月12日 自然休暇村事業協定締結[16]
  - 1997年（平成9年）4月19日 友好都市交流協定締結[17]

東京都北区との間には、1986年（昭和61年）に自然休暇村協定が結ばれた。農村と都市の交流拠点として宿泊・農業体験施設「甘楽ふるさと館」（1988年）や「甘楽ふるさと農園」（2000年）が建設されているほか、有機農業を通した交流（堆肥の受け入れと有機野菜の販売）も行われている。
その他の広域提携
- 織田信長サミット[20]

江戸時代前期から中期まで織田家が小幡藩主を務めたことを縁として、甘楽町は織田信長にゆかりのある市町の集まりである織田信長サミット（1984年発足）に参加している。甘楽町は第1回より参加しており、第3回（1986年）、第16回（1999年）、第25回（2013年）サミットを開催した。

## 地域

### 警察
- 富岡警察署（富岡市）
  - 小幡駐在所
  - 福島駐在所
  - 金井駐在所

### 消防
- 富岡甘楽広域消防本部 富岡消防署（富岡市）
  - 甘楽分署

### 教育
- 小学校
  - 甘楽町立小幡小学校
  - 甘楽町立秋畑小学校 （閉校）
    - 甘楽町立秋畑小学校那須分校（閉校）

  - 甘楽町立福島小学校
  - 甘楽町立新屋小学校
- 中学校
  - 甘楽町立甘楽中学校
  - 甘楽町立第一中学校 （併合）
  - 甘楽町立第二中学校 （併合）
  - 甘楽町立第三中学校 （閉校）

## 交通

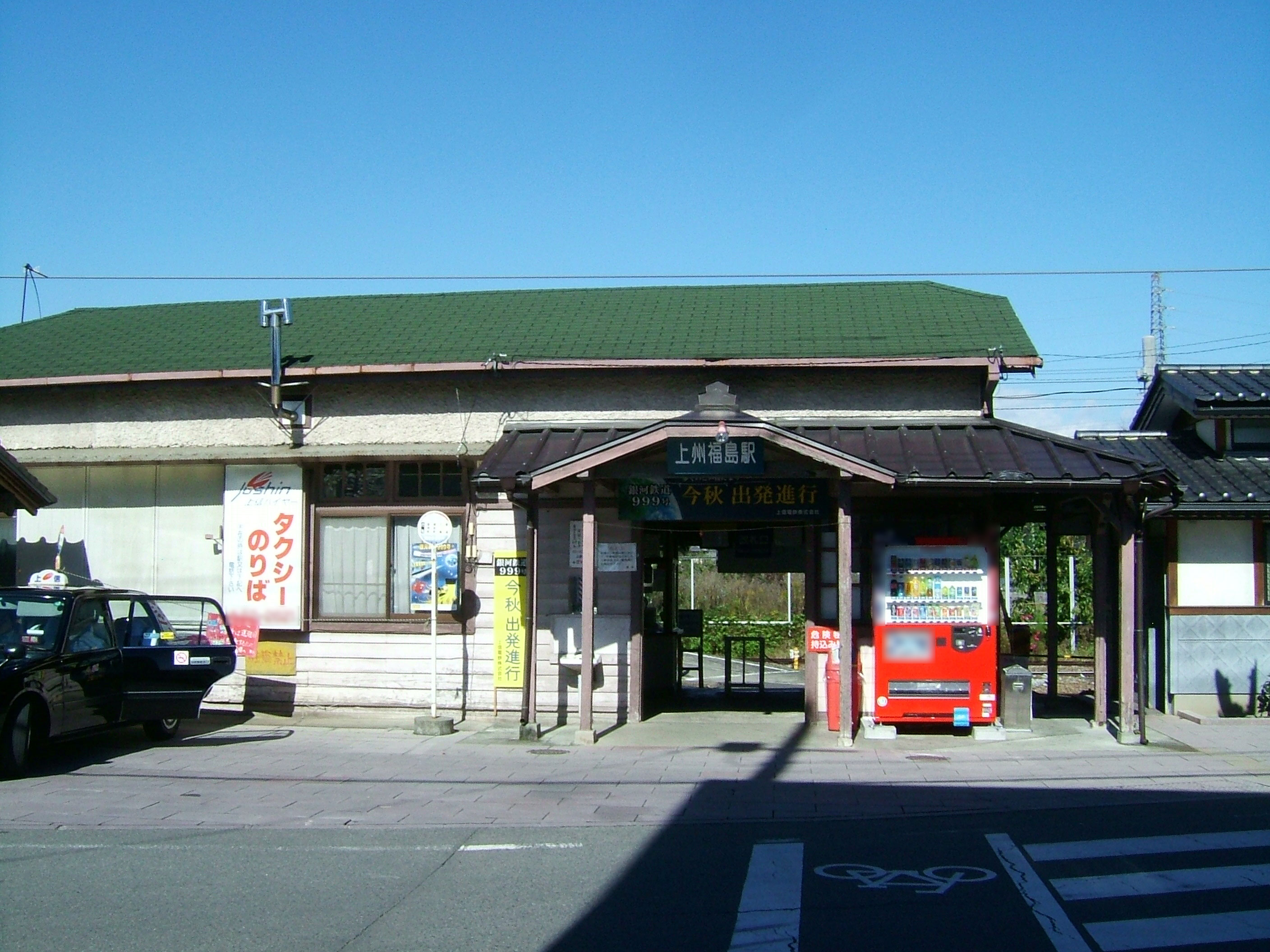
上州福島駅

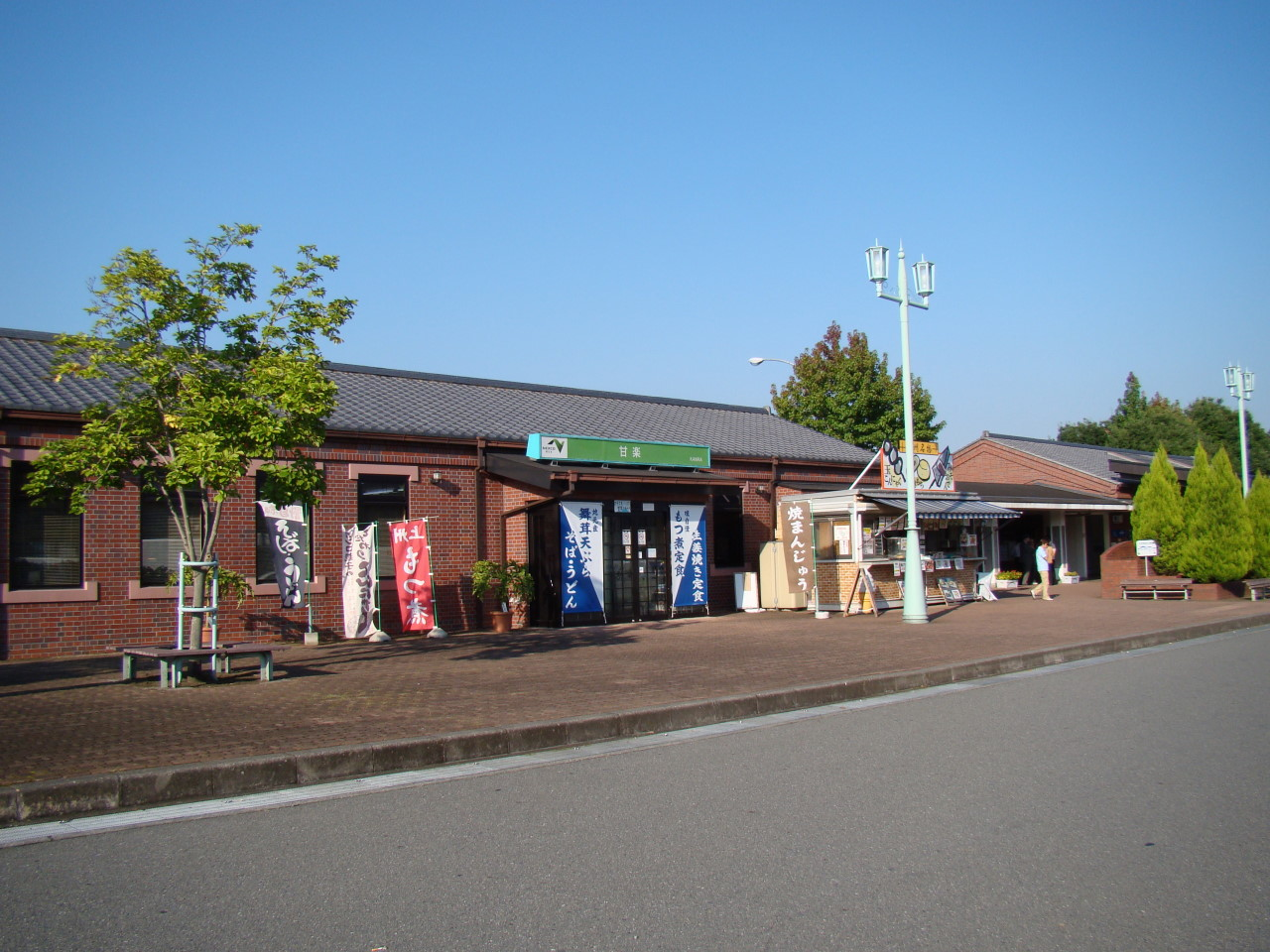
甘楽パーキングエリア

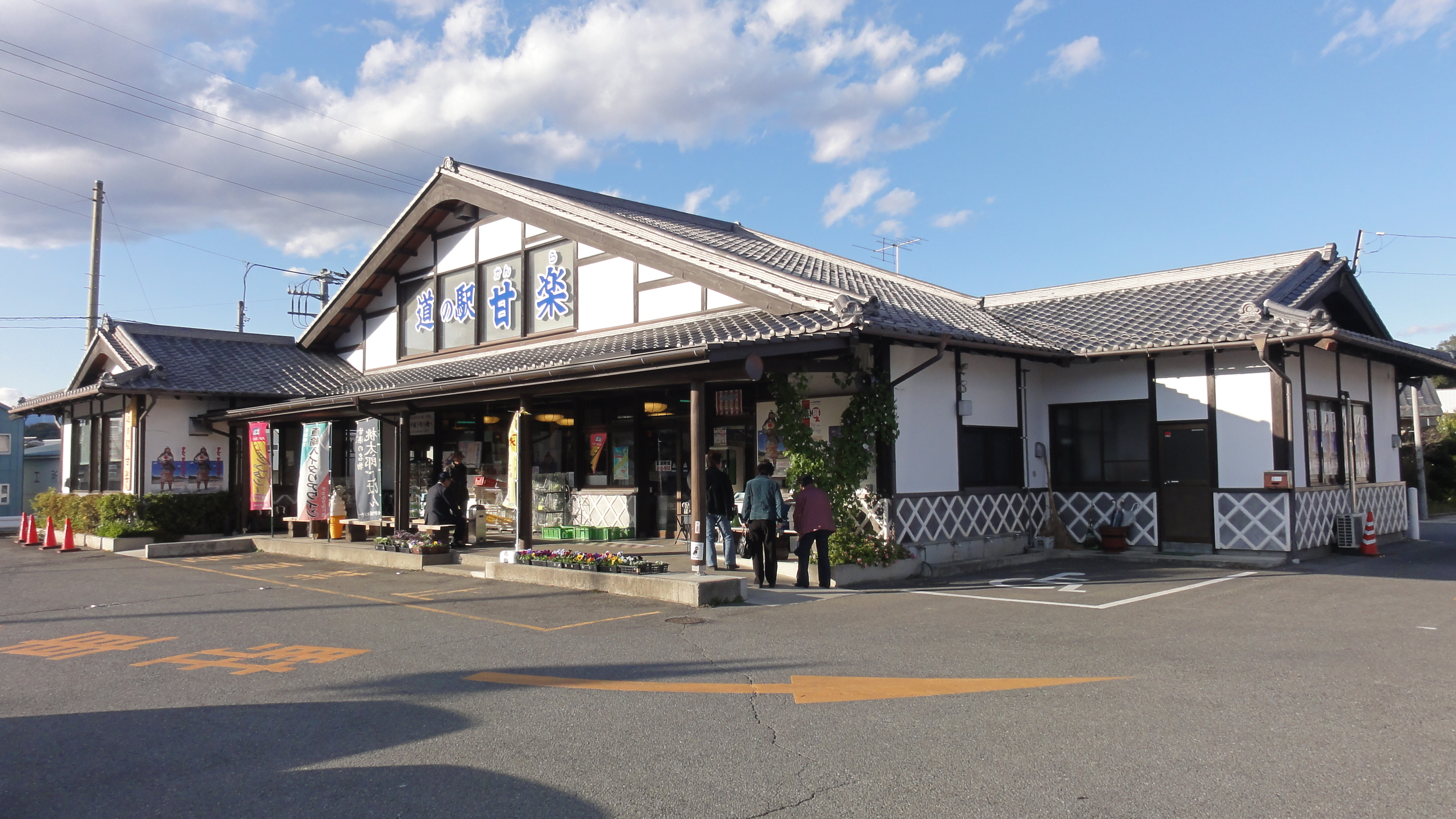
道の駅甘楽

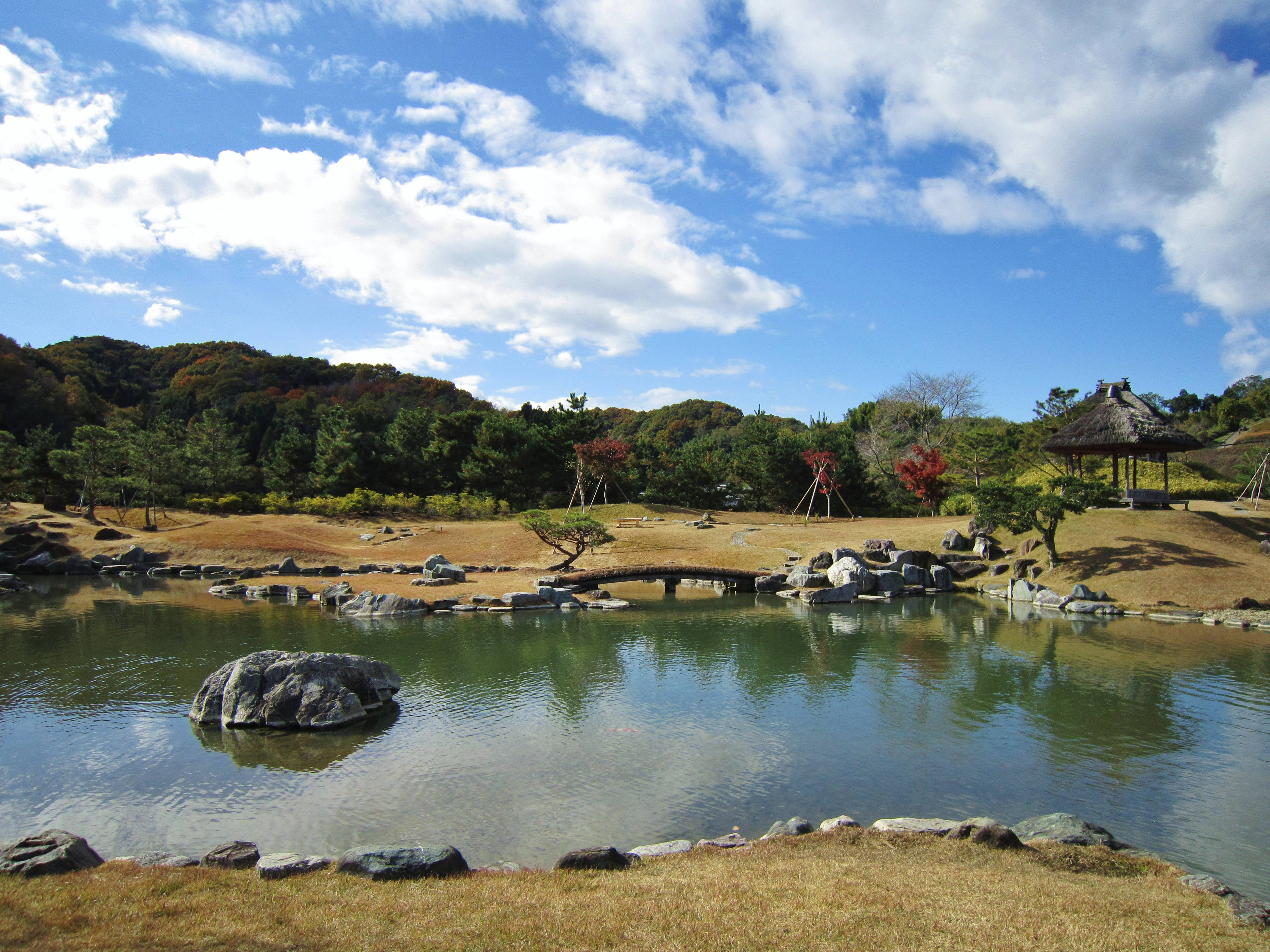
楽山園

長嚴寺の磨崖仏

### 鉄道路線
中心となる駅：上州福島駅
- 上信電鉄
  - 上信線：上州新屋駅 - 上州福島駅

### 路線バスなど
町内では自由に利用できる乗合バス等は現在運行されていない。
2014年度より事前登録制・予約制のデマンドタクシー「愛のりくん」が運行されている。
なお、1996年3月末までは上信電鉄バスが運行されており、上信電鉄バス廃止後、上述のデマンドタクシーに転換されるまでは富岡市と甘楽町が負担し上信ハイヤーが運行する定時定路線型の乗合タクシーが運行されていた。

### 道路
- 高速道路
  - 上信越自動車道：甘楽PA
- 国道
  - 国道254号（現道、富岡バイパス、甘楽吉井バイパス）
- 県道
  - 群馬県道46号富岡神流線（主要地方道）
  - 群馬県道192号秋畑富岡線
  - 群馬県道193号下仁田小幡線
  - 群馬県道197号下高尾小幡線
  - 群馬県道203号金井高崎線
  - 群馬県道204号金井小幡線
  - 群馬県道205号福島停車場線
- 道の駅
  - 甘楽

## 観光

### 名所・旧跡
- 楽山園 - 織田信長の次男織田信雄が造った大名庭園。国の名勝に指定されている。2012年（平成24年）3月に復元工事が竣工。
- 小幡郷ゴルフ倶楽部
- 甘楽ふるさと館
- かぶらウォーターランド（閉館）（平成7年7月1日[27]　〜平成29年9月3日[28]）
- 歴史民俗資料館
- こんにゃくパーク
- 医王山今宮寺（三尊仏） – 上野。天台宗[29]
- 今宮神社 – 上野
- 連石山長嚴寺（長厳寺）（磨崖仏） – 小幡。天台宗
- 桃花山龍門寺 – 小幡。黄檗宗[30]
- 小幡山崇福寺 – 臨済宗妙心寺派
- 鷲山宝積寺 – 轟。曹洞宗[31]
- 小幡八幡宮（小幡八幡神社）[32]
- 宝勝寺 (群馬県甘楽町) - 縁起書は町の重要文化財。

### 祭事・催事
- 城下町小幡さくら祭り「武者行列」（4月）
- 甘楽町さくらマラソン大会（4月）

## 出身著名人
- 古今亭駒子 - 女流落語家
- 鈴木隆宏 - ラリードライバー